# Suelos laminados

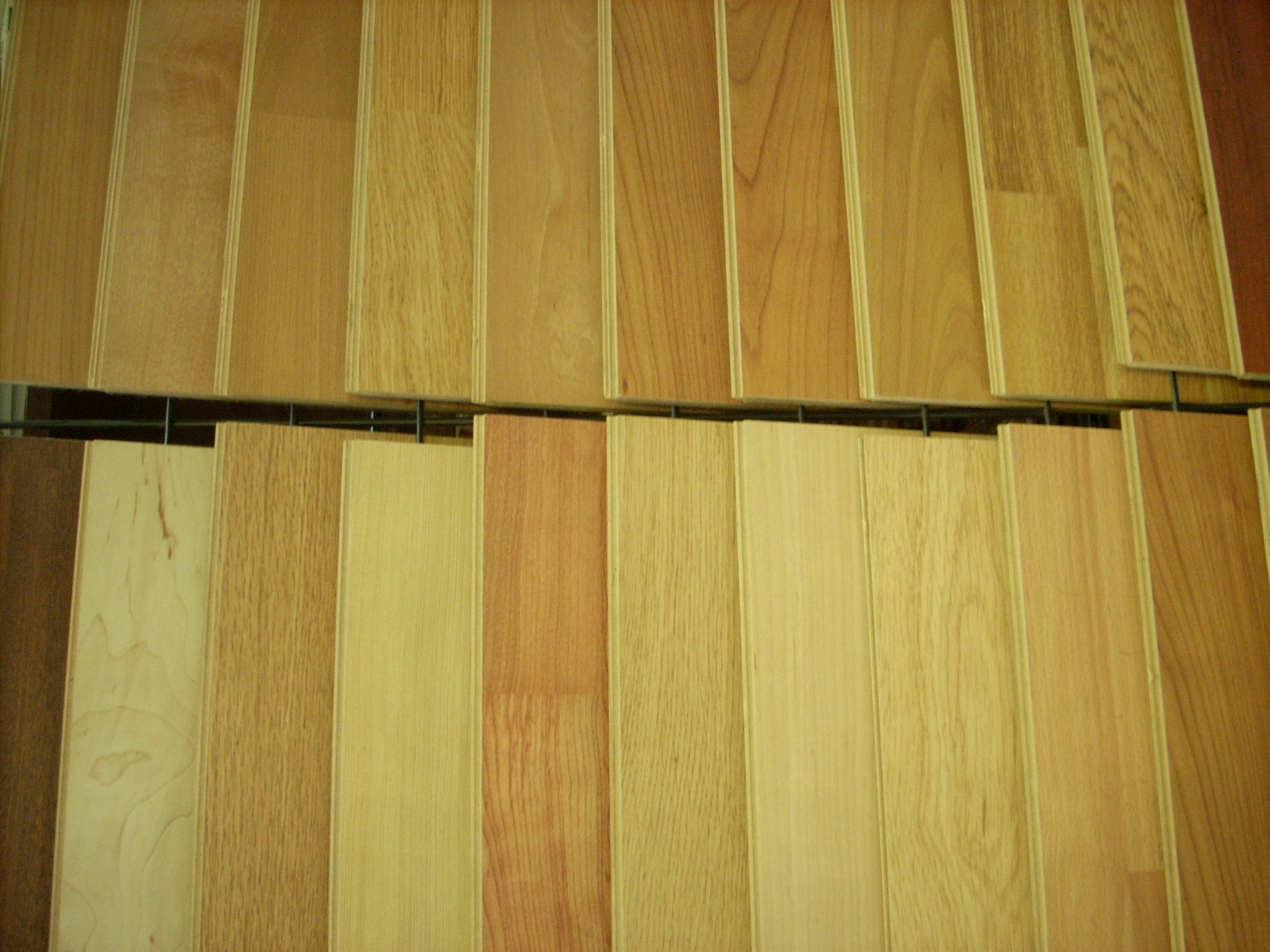
Muestrario suelo laminado

Los materiales laminados se utilizan en la edificación desde la década de 1920, con usos tales como encimeras, antepechos de ventanas o paneles de paredes, pero su empleo en suelos surgió con el laminado de alta presión, abreviado HPL (High Pressure Laminate) que fue desarrollado en 1977 por la empresa sueca Perstorp, de Trelleborg, que lanzó al mercado los primeros suelos o pavimentos laminados a partir de 1980. Después del rápido establecimiento de los suelos laminados en el mercado, se escindió bajo la marca Pergo y la empresa mantiene actualmente múltiples patentes de superficies estratificadas. 
Se compone de varias capas, normalmente de derivados de la madera, siendo la última capa un compuesto sintético que puede variar de composición, pero que generalmente es un compuesto de resinas de melamina a alta presión, que lleva impreso un dibujo imitando madera o incluso a otros materiales (ladrillo, fotografías personalizadas, etc.). 
El grosor de la lama (pieza de material) suele ser de entre 6 y 12 mm. La longitud varía en función de los modelos, pero el estándar oscila entre 1280 y 1350 mm, con anchos de 150 y 180 mm. También existen anchos, largos y grosores especiales.

## Aplicaciones

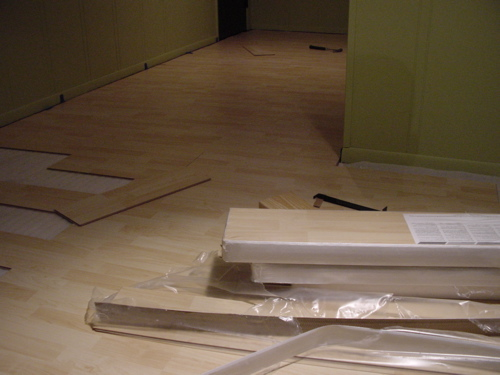
Colocación de suelo Pergo

Existe un gran mercado de este producto, con gran cantidad de estilos, formatos, colores y texturas disponibles, existiendo imitaciones de prácticamente todas las maderas naturales (Roble, Haya, Cerezo...), así como de piedra o cerámicas. También se comercializan acabados con relieves, ya que ciertas marcas ofrecen un acabado rústico. Es relativamente sencillo de instalar y ha ganado popularidad en los últimos 20 años debido a lo sencillo de su mantenimiento y, sobre todo, a su precio, más económico que los materiales naturales.
Puede estar garantizada, por norma general, desde 5 años hasta 35 años. La composición laminada del producto le permite resistir mejor las tensiones de deformación. Para zonas muy húmedas, como cocinas y baños, se recomienda el uso de materiales especiales, ya que el material estándar no resiste bien contacto prolongado con agua o humedad. Puntualmente es más duro que la madera barnizada a la abrasión (aunque depende de la resistencia del laminado), por lo que resiste mejor los arañazos leves y tacones. 
Por norma general, ofrece mejor comportamiento a las manchas, que los barnices tradicionales en tarima, parqué, aunque es similar al comportamiento de los poliuretanos de nueva generación o barnices al agua.
Los laminados de mejor calidad son empleados también en bares y discotecas, por su resistencia a la abrasión, manchas y a las quemaduras de cigarrillo.

## Calidades

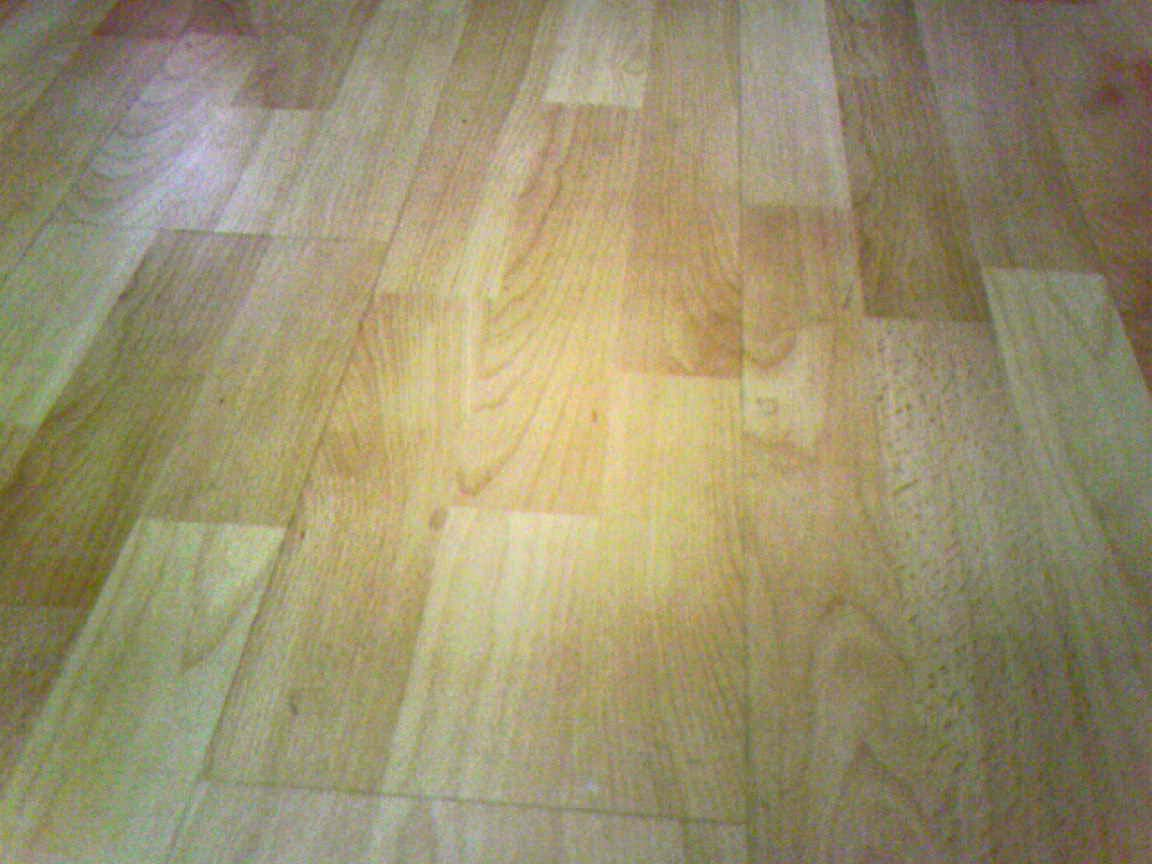
Suelo laminado

Los suelos laminados se componen de: 
- Tablero HDF de alta densidad de fibra de madera hidrófugo, dependiendo del fabricante el tablero puede ser más resistente que otro. Algunos fabricantes no usan HDF en su tablero sino MDF, tablero de media densidad.
- Papel decorativo, es el papel que imita a la madera o al color deseado.
- Capa de melamina, dependiendo del fabricante esta puede ser más o menos resistente. Una melamina de resistencia AC-4 de un fabricante A no es igual de resistente que una melamina de un fabricante B.
- Contra balanceo, algunos fabricantes utilizan un papel de contra balanceo para evitar torsión en el tablero.
Debido a que el laminado sintético puede presentar muy diversas propiedades según el fabricante, los suelos se clasifican en cinco calidades según la norma EN 13329. 
Estas categorías son el resultado de un test de abrasión, donde una máquina somete al suelo a una serie de frotados con una rueda de papel de lija, hasta que el dibujo decorativo pierde su apariencia original, es decir, el test se hace hasta que el decorativo desaparece (se vuelve blanco). Ejemplo: Si utilizamos un AC4 o AC5 de un fabricante A y hacemos un test de abrasión puede quedarse blanco antes que un AC4 o AC5 de un fabricante B. No se recomienda tener en consideración el test AC como factor único para la elección de un suelo laminado.
Según el número de vueltas soportadas, la resistencia de la melamina o capa de uso es:
- AC-1 (más de 900 vueltas)
- AC-2 (más de 1.800 vueltas)
- AC-3 (más de 2.500 vueltas)
- AC-4 (más de 4.000 vueltas)
- AC-5 (más de 6.500 vueltas)
- AC-6 (más de 8.000 vueltas)

Actualmente, los pavimentos laminados o sintéticos, se clasifican por clases de uso, no por resistencia AC ya que presta confusión. Las clasificaciones actuales no tienen semejanza con las anteriores, ya que no siguen un criterio de resistencia - uso. Un fabricante puede marcar AC 4 con una clase 31 y eso es incorrecto. Lo que sí tenemos que ver en la ficha técnica del material es la resistencia AC asociada a la clase de uso, para que exista coherencia y concordancia, pero no es condicional (el AC) para saber si un material es más resistente que otro, ya que influyen más factores, de ahí que la mayoría de fabricantes sólo marquen los paquetes con las clases de uso. Ejemplo: Un AC 4 de un fabricante A no tiene nada que ver con un AC4 de un fabricante B. Hoy en día hay fabricantes que clasifican con AC5 y su clase de uso es inferior a Clase 32, por lo cual, confunden al cliente final.
Las clasificaciones actuales usadas para los pavimentos laminados flotantes orientadas a prospectos comerciales son:
- Clase 31 - Para uso doméstico intensivo - comercial moderado.
- Clase 32 - Para uso doméstico intensivo - comercial normal.
- Clase 33 - Para uso doméstico intensivo - comercial intensivo.
- Clase 34 - Para uso doméstico intensivo - industrial moderado.

Las clasificaciones generales disponen de un rango doméstico y comercial, es por ello que en los paquetes y fichas técnicas de suelos laminados podemos observar clasificaciones del tipo:
23/31 que representa un destino doméstico intenso y comercial ligero, si vemos 23/32 significa uso doméstico intenso y comercial general. Una clase de uso 23/33 implica que el suelo laminado está destinado a aplicaciones residenciales de uso intenso y comercial intenso. Cuando hablamos de clases de uso de índice 21, 22 y 23 refieren a aplicaciones en viviendas, sin embargo las clases 31, 32, 33 y 34 se refieren al contexto comercial; extendiendo la normativa, las clases de uso que comienzan en 41 se utilizan en el marco de los pavimentos para uso industrial. 

## Consejos
- Es importante a la hora de adquirir este material desde un punto de venta profesional, revisar el sistema de anclaje de las piezas (no todos los clics son iguales), ya que es el punto más débil del material. De la calidad del anclaje dependerá en mayor medida, el aspecto estético, ya que las juntas abiertas se aprecian con facilidad.
- La resistencia a las manchas, químicos comunes y sol, son valores a tener en cuenta.
- El grosor y tablero hidrófugo, son importantes para la estabilidad dimensional del material, así como de su comportamiento frente a la humedad y agua. Un material de baja calidad, tenderá a combarse frente a la presencia de humedad o pequeña presión. Es importante conocer la densidad del tablero. Un tablero de 7 mm puede ser más estable y más duro que uno de 8 mm. Depende del fabricante.
- El grosor, 7 hasta 12 mm y la densidad del tablero (kg/m³), son importantes a la hora de elegir un buen material, ya que aguantará mejor torsiones y humedad, en función de estos factores.
- Con el consejo de un profesional vendedor o un instalador, puede conseguir la mejor relación calidad-precio para sus necesidades, ya que hay un gran mercado y es difícil escoger con seguridad.

## Desventajas
- La principal desventaja de este tipo de pavimento es su debilidad en las juntas, por lo que para evitar esto, es fundamental conseguir una superficie lo más homogénea y nivelada posible. La superficie superior de la lama, es realmente dura en comparación con la madera, pero las juntas se abren, se arquean y exponen el material interior que es poco resistente, con lo que la degeneración del material es rápida. Hay que prestar atención a aquellos laminados que tengan protección adicional contra la humedad y sellado perimetral. No todas las marcas lo llevan. También hay que tener en cuenta que no porque se elija un pavimento "AC-5" este sea muy resistente a los impactosde tacones, son términos totalmente distintos. Un AC-5 no asegura una mejor estabilidad de pavimento con respecto a un AC-3 o AC-4.

- En la mayoría de los casos, los patrones de diseño del laminado, cambian al paso de pocos años, con lo que es complicado encontrar piezas iguales de recambio.

- Debido a su sistema de espacio perimetral, suele ser necesario cambiar el zócalo, ya que el estándar, no suele cubrir el espacio que necesita el material en todo el perímetro de la instalación.

- El laminado una vez que una junta se ha astillado por un golpe o por humedades, no es posible lijar ni reparar la pieza, siendo necesaria su sustitución, lo que obliga a levantar parte del suelo, incluyendo los rodapiés.

- Siendo un material sintético no permite acuchillado o lijado y barnizado, ni ningún tipo de pulido o producto recomendado para madera, ya que no es madera, es papel fotográfico con melamina.

- Muchos suelos laminados producen una carga electrostática sobre los habitantes, lo cual hace que sufran el típico "calambrazo" cuando se toca algo metálico o con el roce con otra persona.